# Corydalis saxicola
Corydalis saxicola là một loài thực vật có hoa trong họ Anh túc. Loài này được Bunting mô tả khoa học đầu tiên năm 1966.